# Олимпијско клизалиште у Санкт Морицу
Олимпијско клизалиште у Санкт Морицу је отворени стадион у Санкт Морицу, Швајцарска. Био је место одржавања за хокеј, брзо клизање и уметничко клизање, као и место одржавања церемоније отварања и затварања на Зимским олимпијским играма 1928. и Зимским олимпијским играма 1948.